# Quantität
Quantität (lateinisch quantitas „Größe“, „Menge“) bezeichnet die Menge oder Anzahl von Stoffen oder Objekten oder die Häufigkeit von Ereignissen. Quantität findet Ausdruck in numerischen Werten oder der Angabe von Ausmaßen. Das Ermitteln der Quantität bezeichnet man in der Wissenschaft als Quantifizierung.
Als quantitativ werden dementsprechend Methoden bezeichnet, die mit genauen Messungen oder Zahlenangaben arbeiten – im Gegensatz zum Terminus qualitativ (siehe unten).

## Beispiele
In der Planung und Prognose beschreiben quantitative Ansätze solche Prognoseverfahren, die über mathematische Algorithmen versuchen, zukünftige Ereignisse (wie z. B. einen Bedarf) zu prognostizieren.
Im Portfoliomanagement und im Bereich der Investmentfonds beschreibt quantitatives Management die Zusammenstellung eines Fonds oder Portfolios über mathematische Ansätze.

## Quantität und Qualität
In vielen Bereichen, wie der Produktionstechnik, stehen qualitative Anforderungen den quantitativen entgegen. Dies führte zur Redewendung „Quantität ist nicht gleich Qualität“.
Beispielsweise könnte eine Fertigungsanlage, die in einem bestimmten Zeitraum 1000 Schrauben herstellen kann, im selben Zeitraum auch 2000 Schrauben herstellen, wenn man sie schneller laufen lässt (intensitätsmäßige Anpassung). Dadurch würden aber die Maschinen nicht mehr optimal laufen, und die produzierten Schrauben wären qualitativ minderwertiger (Fehlproduktion). Wenn dadurch die Fertigungstoleranzen außerhalb der Norm lägen, könnte das Unternehmen zwar doppelt so viele Schrauben produzieren (Quantität), sie wegen der Qualitätsmängel jedoch nicht verkaufen.
Im Einkauf gilt die Redewendung „Quantität ist nicht gleich Qualität“ ebenso: wenn ein Händler auf dem Großmarkt eine Palette halb verdorbenes Obst für einen günstigen Preis kauft, ist die Quantität hoch, die Qualität jedoch niedrig. Unverdorbenes Obst dagegen wäre teurer, jedoch eben qualitativ hochwertig.
Den Begriff Quantität als Gegenbegriff zur Qualität zu verwenden, ist jedoch faktisch nicht korrekt. Die Quantität als Angabe des Zahlenwerts einer metrischen Größe birgt stets auch qualitative (die Eigenschaften einer Sache betreffende) Aspekte in sich. Ein Beispiel aus der Medizin: Der Blutdruck beträgt 120/80 mmHg. Die quantitative Feststellung bezieht sich auf die Qualität Blutdruck, die in der Maßeinheit mmHg angegeben ist, außerdem kann diese Feststellung den qualitativen Aspekt beinhalten, dass der Blutdruck im Normbereich liegt. Alle quantitativen Angaben beziehen sich auf bestimmte Qualitäten, die durch die quantitativen Angaben mengenmäßig erfasst werden. Dies gilt insbesondere auch für medizinische Befunde, die sich immer aus qualitativen wie quantitativen Aussagen zusammensetzen. Wie eng Qualität und Quantität miteinander in Verbindung stehen, zeigt das bekannte Zitat von Paracelsus aus dem Jahre 1538: Alle Ding' sind Gift und nichts ohn' Gift; allein die Dosis macht, dass ein Ding' kein Gift ist; (siehe auch Gift, Dosis, Letale Dosis).
Der Nobelpreisträger für Physik Philip Warren Anderson hat darüber 1972 einen Artikel in Science geschrieben (englisch More is different).

## Verwandte Begriffe
- Quantum (von lateinisch wie viel? oder wie groß?) findet sich im allgemeinen Sprachgebrauch als Bezeichnung für eine bestimmte Menge.
- Quantum satis, kurz Qs oder qs (von lateinisch so viel, wie notwendig ist, um …) bezeichnet eine Mengenangabe in der Medizin und im Lebensmittelrecht.
- Quant, Begriff der Physik.
- Quäntchen, altes deutsches Handelsgewicht.
- Quantor, ein logischer Operator der Prädikatenlogik.